# 峯山海軍航空隊

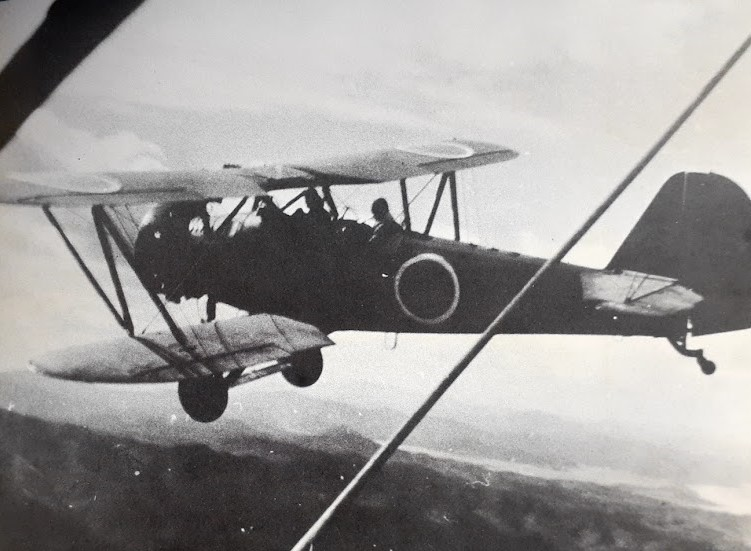
峰山上空での訓練

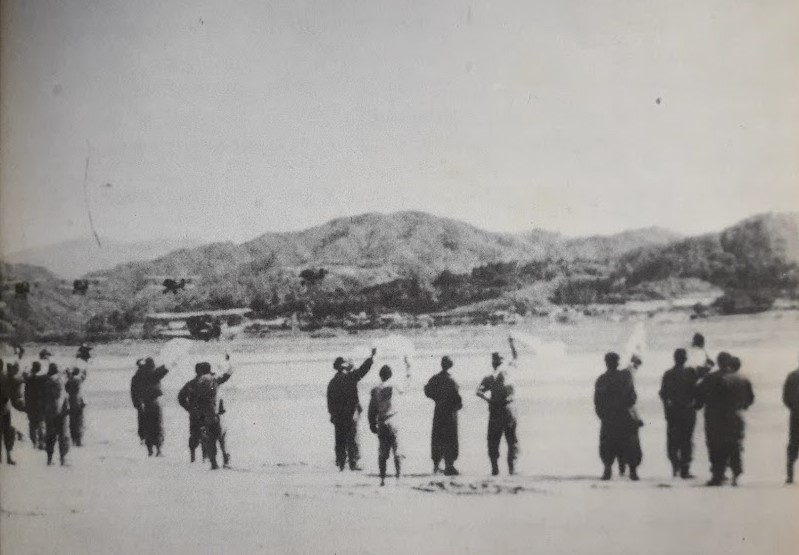
神風特攻隊の鹿屋基地への出立（1945年7月14日）

峯山海軍航空隊（みねやまかいぐんこうくうたい）は、日本海軍の部隊の一つ。中練教程の搭乗員の教育を推進するため、予科練卒業生への実機練習を推進した。本部は京都府中郡口大野村余部（現・京丹後市大宮町口大野）にあり、中郡河辺村（現・京丹後市大宮町河辺）と中郡新山村（現・京丹後市峰山町新町）にまたがる位置には河辺飛行場があった。

## 沿革
日華事変の泥沼化に加え、張鼓峰事件とノモンハン事件が相次いで勃発したことから、海軍はソビエト連邦に対する迎撃策を講じることになった。舞鶴鎮守府隷下の舞鶴海軍航空隊は偵察部隊であるため、舞鶴軍港の防空に必要な陸上機が駐留できる基地として、京都府中郡河辺村（現・京丹後市大宮町河辺）と中郡新山村（現・京丹後市峰山町新町）にまたがる位置に河辺飛行場を造成した。太平洋戦争中期に、逼迫する航空要員の大量育成を図るため、全国各地に訓練部隊が増設された。後方基地として遊休化していた河辺飛行場に目をつけた海軍は、ここに中練教程練習航空隊を設置することにした。
1945年（昭和20年）2月には、約120名程の特攻部隊「神風特攻隊飛神隊」が編成され、この特攻部隊は訓練に使用された九三式中間練習機が別名「赤とんぼ」と呼ばれていたことから「赤とんぼ特攻」とも呼ばれた。全国各地の航空隊から若者が集められ、多い時期の峯山海軍航空隊には1500人の隊員が常駐しており、10代から20代の若者を中心に延べ3000人の隊員がここで飛行訓練を受けた。終戦時には約3330人の隊員が在籍していたという。
1945年（昭和20年）5月5日以降は、新たに編成された作戦航空部隊第三航空艦隊（木更津基地）第十三航空戦隊（大井基地）の指揮下に置かれた。河辺飛行場は特攻隊の養成基地となり、離着陸や編隊飛行といった通常の訓練のほか、約120名の特攻隊員たちが特攻訓練として夜毎に舞鶴湾上に飛び立ち、宙返りといった特殊飛行や漁船や軍艦にぶつかる寸前まで突っ込む訓練を行った。危険な夜間訓練で4カ月で8人が死亡したという。
練習機は木造布張りで、機体はオレンジ色の布製で、プロペラは木製だった。峰山町には地場産業の繊維会社が多数あったため、布が多用されたもので、250キログラムの爆弾を積んでかろうじて飛べる程度の能力しかなかったという。
のちに特攻隊員たちは各部隊ごとに鹿児島県鹿屋基地、山口県岩国基地、山口県藤河基地、広島県可部基地の4つの基地へ送られた。
- 昭和19年（1944年）

3月15日　第二美保海軍航空隊峯山分遣隊 開隊。三重海軍航空隊より予科練特乙3期卒業生入隊。同年8月卒業。
7月25日　第一美保海軍航空隊より予科練甲13期前期卒業生入隊。
9月20日　奈良海軍航空隊より予科練甲13期前期卒業生入隊。
- 昭和20年（1945年）

1月頃　 豪雪のため飛行訓練不能、福岡海軍航空隊に疎開し訓練続行。
2月11日　第二美保空の解隊にともない姫路海軍航空隊の分遣隊となり姫路海軍航空隊峯山分遣隊に改称。
2月5日　奈良空より予科練甲13期後期卒業生入隊。
2月20日　飛行訓練凍結・特攻編成開始、「飛神隊」と命名。選外の隊員は峯山へ帰還。
3月1日　独立し「峯山海軍航空隊」 開隊、舞鶴鎮守府所管。第二十連合航空隊に編入。
5月5日　福岡の特攻要員と本隊要員の一部、霞ヶ浦海軍航空隊に転出、特攻訓練・戦備作業に従事。
　　　　　　　　5月中3回の墜落事故。
6月5日　宮津湾で駆逐艦「初霜」を標的とした夜間爆撃訓練中、1機墜落。
6月6日　陸戦隊編成開始。
6月30日　舞鶴軍港・宮津湾・河辺飛行場に敵機動部隊艦載機襲来、銃爆撃で機体・施設に被害。
7月14日　飛神隊「忠」部隊、鹿屋飛行場に進出。
7月19日　飛神隊「礼」部隊・「武」部隊、岩国飛行場に進出。
7月27日　飛神隊「義」部隊、岩国に進出。
終戦後、武装解除・解隊。
峯山から前進した飛神隊は出撃する機会がないまま終戦を迎えたが、卒業生の一部は実際に出撃している。飛神隊を送り出したあとの飛行場は、本土決戦時の特攻作戦に従事する予定で編成された各地の特攻隊が駐留し、最終的には峯山空要員とほぼ同じ人数に膨れ上がった。終戦後の残務処理は整然と進み、田結穣舞鶴鎮守府司令長官もその手際を絶賛したという。戦後は民間に払い下げられ、滑走路は農地・宅地となった。空襲の際の被弾痕が残る弾薬庫の遺構が1庫放置されているほか、格納庫が繊維工場の倉庫として現存している。

## 主力機種
- 九三式中間練習機ほか練習機多数。

## 歴代司令
- 菅原英雄（昭和20年3月1日 - ）
- 小関晟（昭和20年4月1日－終戦後解隊）

## 戦後の記録活動
戦後、隊員OBらが結成した親睦会「峯空会」が半世紀以上にわたり『青春の軌跡』等の記録の作成等の活動を続け、峯空会解散後は元メンバーから記録を託された地元の戦史研究者で会社経営者の小池俊彰がホームページ「峯山海軍航空隊跡のページ」を作成して全記録を公開している。